# Artemio, Candida e Paolina
Artemio, sua moglie Candida e la loro figlia Paolina sono stati tre cristiani martirizzati a Roma nell'anno 302; la loro storia è legata a quella dei santi Marcellino e Pietro.

## Agiografie
Secondo le loro agiografie, nell'anno 302, durante il regno di Diocleziano, sotto il giudice Sereno, Pietro l'Esorcista era tenuto richiuso nel carcere di cui Artemio era il custode; la figlia di quest'ultimo, Paolina, era posseduta da un demone che la tormentava. Pietro, conoscendo la situazione, disse ad Artemio che se avesse creduto in Dio, sua figlia sarebbe stata salvata; questi gli rispose che, se il suo Dio fosse stato reale, l'avrebbe salvato dal carcere. Pietro asserì che, se restava in carcere, era per glorificare Dio, ma propose ad Artemio di metterlo alla prova: il Signore l'avrebbe liberato, e lui avrebbe creduto; Artemio acconsentì, raddoppiò le catene e le guardie e andò a casa, dove raccontò il fatto, deridendo l'esorcista, alla moglie Candida (la quale, invece, sperava che Pietro riuscisse a salvare la figlia). Mentre discutevano, Pietro comparve loro davanti, e con la croce scacciò lo spirito immondo da Paolina.
I tre credettero immediatamente in Dio, si convertirono e si fecero battezzare da Marcellino. Il giudice Sereno, quindi, fattili arrestare e visto che non rinnegavano la nuova fede nonostante le minacce, fece seppellire vive in una grotta (o sotto un mucchio di rocce) le due donne e, qualche giorno dopo, fece giustiziare Artemio per decapitazione.

## Reliquie
Secondo la tradizione, Artemio e Paolina erano sepolti nella catacomba di San Pancrazio, mentre Candida in una chiesa ignota situata lungo la via Portuense.